# Зальцведель, Райнхольд
Райнхольд Зальцведель (нем. Reinhold Saltzwedel; 23 ноября 1889, Розенберг, Верхняя Силезия (ныне Олесно, Опольское воеводство, Польша) — 2 декабря 1917, Ла-Манш) — немецкий офицер-подводник, обер-лейтенант-цур-зее кайзерлихмарине периода Первой мировой войны. Десятый по результативности подводник Первой мировой войны.

## Биография
Родился в семье пастора. Вступил в Императорский флот Пруссии в 1908 году. Служил лейтенантом, адъютантом на борту линкора «Кайзер» с начала Первой мировой войны. В сентябре 1914 года получил звание морского лейтенанта.
В мае 1915 года поступил в школу подводников, затем был переведен в подводную флотилию Фландрии на базе в Зебрюгге, где с января 1916 до июня 1916 года командовал подлодкой UB 10. Затем последовали UC 10 (с 14 по 26 июня 1916), UC 11 (с 12 по 20 августа 1916), UC 21 (с 15 сентября 1916 по 9 июня 1917), UC 71 (с 10 июня по 13 августа 1917), и, наконец, UB 81 (с 18 августа 1917).
Участник Битвы за Атлантику.
Во время своего второго патрулирования на этой лодке Зальцведель погиб 2 декабря вместе с 28 членами своего экипажа, когда UB 81 наткнулась на мину и затонула.
За время боевых действий совершил 22 плавания на подводных лодках, потопивших под его командованием 111 кораблей суммарным тоннажом 172 262 брт и повредил 10 судов суммарным тоннажом 17 131 брт.

## Звания
- Морской кадет (1 апреля 1908)
- Фенрих-цур-зее (10 апреля 1909)
- Лейтенант-цур-зее (27 сентября 1911)
- Оберлейтенант-цур-зее (19 сентября 1914)

## Память
- В честь известного подводника Первой мировой войны оберлейтенанта цур зее Райнхольда Зальцведеля была названа созданная в 1936 году 2-я флотилия подводных лодок кригсмарине «Зальцведель».